# Poldasht (shahrestan)
Poldasht (persiska: شهرستان پلدشت, پلدشت) är en delprovins (shahrestan) i Iran.   Den ligger i provinsen Västazarbaijan, i den nordvästra delen av landet, 700 km nordväst om huvudstaden Teheran.
Delprovinsen hade 42 170 invånare 2016.